# Idaea caustoloma
Idaea caustoloma là một loài bướm đêm trong họ Geometridae.